# 18635 Frouard
18635 Frouard è un asteroide della fascia principale. Scoperto nel 1998, presenta un'orbita caratterizzata da un semiasse maggiore pari a 2,5426100 UA e da un'eccentricità di 0,1792225, inclinata di 0,76746° rispetto all'eclittica.